# Сен-Мексан (Коррез)
Сен-Мекса́н (фр. Saint-Mexant, окс. Sent Maissenç) — коммуна во Франции, находится в регионе Лимузен. Департамент — Коррез. Входит в состав кантона Тюль-Кампань-Нор. Округ коммуны — Тюль.
Код INSEE коммуны — 19227.
Коммуна расположена приблизительно в 410 км к югу от Парижа, в 75 км юго-восточнее Лиможа, в 9 км к западу от Тюля.

## Население
Население коммуны на 2008 год составляло 1111 человек.
| 1962 | 1968 | 1975 | 1982 | 1990 | 1999 | 2008 |
| ---- | ---- | ---- | ---- | ---- | ---- | ---- |
| 658  | 694  | 757  | 916  | 1049 | 1030 | 1111 |

## Администрация
| Период | Период | Фамилия            | Партия                              | Примечания |
| ------ | ------ | ------------------ | ----------------------------------- | ---------- |
| 1948   | 1995   | Арман Бушетей      | Французская коммунистическая партия |            |
| 1995   | 2008   | Рене Рейроль       | Французская коммунистическая партия |            |
| 2008   |        | Жан-Мари Фрейсслин | Социалистическая партия             |            |

## Экономика

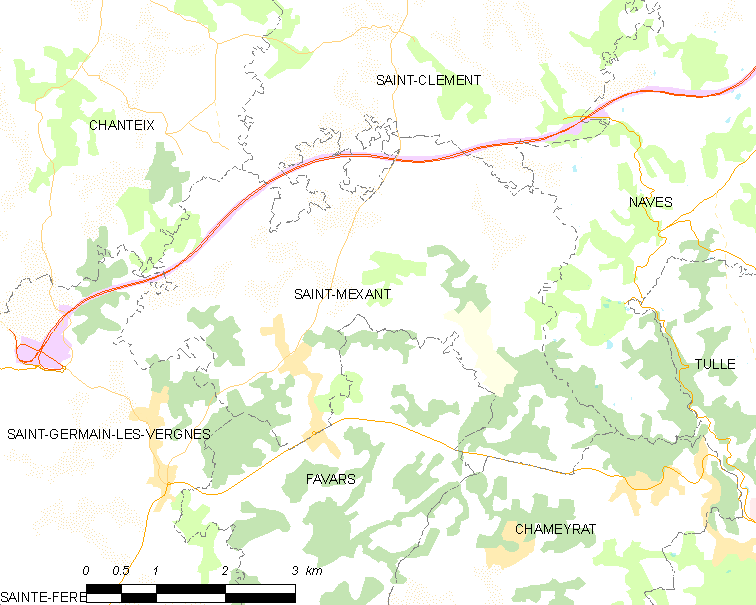
Карта коммуны

В 2007 году среди 703 человек в трудоспособном возрасте (15-64 лет) 509 были экономически активными, 194 — неактивными (показатель активности — 72,4 %, в 1999 году было 74,3 %). Из 509 активных работали 488 человек (255 мужчин и 233 женщины), безработных было 21 (10 мужчин и 11 женщин). Среди 194 неактивных 44 человека были учениками или студентами, 118 — пенсионерами, 32 были неактивными по другим причинам.